# Alexandru Cristea
Alexandru Cristea (1890? Kišiněv – 1942? Kišiněv) byl moldavský skladatel a autor hudby ke skladbě Limba Noastră, současné moldavské hymny.

## Život
Jako sbormistr, skladatel a učitel hudby vyučoval na hudební škole „Vasile Kormilov“ (1928) u Gavriila Afanasiua a na konzervatoři „Unirea“ (1927–1929) v Kišiněvě u Alexandru Antonovschiho (canto). Působil jako mistr vokální hudby (1920–1940), profesor a dirigent sboru na chlapeckém gymnáziu Ion Heliade Rădulescu v Bukurešti (1940–1941). V letech 1941–1942 řídil pěvecký sbor na gymnáziu „Královna matka Elena“ v Kišiněvě. V roce 1920 byl v kišiněvském kostele svatého Jiří vysvěcen na jáhna, v letech 1927–1941 sloužil jako jáhen v metropolitní katedrále.

## Tvorba
Za jeho hlavní dílo je považována hudba ke skladbě Limba Noastră, současné moldavské hymně, k níž text napsal kněz a básník Alexei Mateevici. Obdržel ocenění „Răsplata muncii pentru biserică“.